# Mediko-filosofisk examen
Mediko-filosofisk examen (ofta kallad "medikofilen") var i Sverige en äldre preliminär akademisk examen som avskaffades 1907. Den avlades vid filosofisk fakultet och var obligatorisk för tillträde till medicinsk fakultet.
Motsvarande examina fanns även inför studier vid teologisk fakultet (teologisk-filosofisk examen) och  vid juridisk fakultet (juridisk preliminärexamen).